# Francesco Fodde
Francesco Fodde (Buddusò, 11 gennaio 1890 – Sabei, 14 aprile 1913) è stato un militare italiano, insignito della medaglia d'oro al valor militare alla memoria nel corso della Campagna di Libia (1913-1921).

## Biografia
Nacque a Buddusò l'11 gennaio 1890, figlio di Giuseppe e di Giuseppa Sist, all'interno di una modesta famiglia di agricoltori.  
Il 29 ottobre 1910 fu arruolato nel Regio Esercito, assegnato all'arma di cavalleria in forza al Reggimento "Cavalleggeri di Foggia" (11º). Volontariamente chiese di partire per la Cirenaica per combattere nella guerra italo-turca, e salpò da Napoli il 14 ottobre 1911 come attendente del capitano Maurizio de Vito Piscicelli addetto al comando della 2ª Divisione speciale.
Trasferito nel Reggimento "Cavalleggeri di Piacenza" (18º), a Bengasi, fu dapprima promosso caporale e poi caporale maggiore.
Tra febbraio e il marzo 1912 venne costituito un reparto indigeni a cavallo (Savari) posto al comando del capitano Piscicelli, e lui ne entrò a far parte come comandante di plotone, al quale diede un ottimo addestramento al combattimento e rapidità di movimenti nello svolgimento dei servizi di informazione e di esplorazione. Nell’azione del 19 giugno 1912 alle oasi di Suani Osman e Mansur el Anesi, comandò ottimamente il suo plotone nel combattimento ed ottenne un encomio solenne.
Nell'ottobre 1912 fu promosso sergente per merito di guerra. Dopo la battaglia delle Due Palme del 12 marzo 1912 che aveva permesso di allargare la cintura difensiva di Bengasi di circa otto chilometri, i turco-arabi al comando di Enver Bey avevano concentrato le loro forze a Benina, 12 chilometri ad est della città, costruendovi un grande accampamento dal quale con puntate offensive e tiri di artiglieria disturbavano le linee di comunicazione italiane.
Il 13 aprile 1913 una colonna mobile della quale faceva parte lo squadrone di cavalleria Savari con reparti del Reggimento "Cavalleggeri di Piacenza", uscita dalla cintura fortificata della città, avanzò decisamente contro il campo di Benina. Nella ricognizione del terreno al fine di proteggere l'avanzata della fanteria, i reparti di cavalleria sostennero numerosi e violenti combattimenti con i turco-arabi. Alla testa del suo plotone venne gravemente ferito, e morì nell'ospedale territoriale n. 1 a Sabei il 14 aprile 1913.
Con Regio Decreto del 9 aprile 1914 fu insignito della medaglia d'oro al valor militare alla memoria.

### Fonti
1. ↑  Carolei, Greganti 1958, p. 144.
2. 1 2 3 4 5 6 7 8 9 10 11 12  Combattenti Liberazione.
3. ↑  Medaglie d'oro al valor militare sul sito della Presidenza della Repubblica